# Heterodrilus quadrithecatus
Heterodrilus quadrithecatus är en ringmaskart som först beskrevs av Erséus 1981.  Heterodrilus quadrithecatus ingår i släktet Heterodrilus och familjen glattmaskar. Inga underarter finns listade i Catalogue of Life.